# San Juan Diuxi
San Juan Diuxi es una localidad del estado mexicano de Oaxaca. Es cabecera del municipio de San Juan Diuxi.

## Demografía
| Censo | Población |
| ----- | --------- |
| 1900  | 820       |
| 1910  | 427       |
| 1921  | 547       |
| 1930  | 910       |
| 1940  | 1073      |
| 1950  | 1122      |
| 1960  | 1288      |
| 1970  | 1303      |
| 1980  | 1431      |
| 1990  | 1676      |
| 1995  | 1697      |
| 2000  | 1379      |
| 2005  | 1238      |
| 2010  | 1222      |
| 2020  | 1030      |